# Dohrniphora paralobata
Dohrniphora paralobata är en tvåvingeart som beskrevs av Brown och Giar-Ann Kung 2007. Dohrniphora paralobata ingår i släktet Dohrniphora och familjen puckelflugor. Inga underarter finns listade i Catalogue of Life.